# Zulay Henao
Zulay Henao est une actrice de cinéma et de télévision colombienne-américaine née le 22 mars 1979 à Medellin, en Colombie. Elle est apparue dans Grizzly Park, Feel the Noise et S. Darko,.
Henao est originaire de Medellín, en Colombie. En 1983, sa famille a immigré dans le New Jersey,. Après le lycée, elle a rejoint l'Armée des États-Unis où elle sert pendant trois ans à Fort Bragg, en Caroline du Nord (États-Unis). Elle participe à des missions humanitaires en Amérique du Sud, en tant que traductrice dans des orphelinats.
Henao fait une formation de comédienne au New York Conservatory for Dramatic Arts Conservatoire d'art dramatique de New York (en).

## Filmographie
| Films | Films                                  | Films                 | Films           |
| Année | Film                                   | Rôle                  | Notes           |
| ----- | -------------------------------------- | --------------------- | --------------- |
| 2005  | Film 101                               | Sans des données      |                 |
| 2005  | Clearview                              | Gloire Rouges         |                 |
| 2007  | Illegal Tender                         | Retard                |                 |
| 2007  | Feel the Noise                         | Carol "CC" Reyes      |                 |
| 2007  | Saturday Morning                       | Unknown Role          |                 |
| 2008  | The Heart Is À Hidden Camera           | Natasha               |                 |
| 2008  | Grizzly Park                           | Lola                  |                 |
| 2008  | Racing for Time                        | Carmen                | Film pour TV    |
| 2009  | Fighting                               | Zulay Velez           |                 |
| 2009  | S. Darko                               | Baelyn                | Direct-to-video |
| 2009  | The Magnificent Cooly-T                | Angie                 |                 |
| 2010  | Takers                                 | Mónica Hatcher        |                 |
| 2010  | Boy Wonder                             | Teresa tu Aimes       |                 |
| 2011  | Havana Heat                            | Agent Brianna Evans   | preproducción   |
| 2011  | Hostel: Part III                       | Nikki                 |                 |
| 2014  | The Single Moms Club                   | Espoir                |                 |
| 2014  | White Space                            | Lynn Navarro          |                 |
| 2015  | Destined                               | Giselle Porter        |                 |
| 2015  | Grow House                             | Madison               |                 |
| 2015  | Meet the Blacks                        | Lorraine              |                 |
| 2015  | The Vanessa du Rio Story               | Vanessa de la Rivière |                 |
| 2016  | Mémoires d'un assassin international   | Rose Bolivar          | Agent de la DEA |
| 2021  | The House Next Door: Meet the Blacks 2 | Lorraine              |                 |

| Télévision | Télévision               | Télévision             | Télévision                           |
| Année      | Titre                    | Rôle                   | Notes                                |
| ---------- | ------------------------ | ---------------------- | ------------------------------------ |
| 2007       | Army Wives               | Delores Marin          | Épisode: "Only the Lonely"           |
| 2007       | New York, unité spéciale | Forense Tech Casanueva | saison 9, épisode 6 L'Art du meurtre |
| 2008       | Fear Itself              | Christie               | Épisode: "New Year's Day"            |
| 2009       | The Unusuals             | Rose Trumble           | Épisode: "Crime Slut"                |
| 2013       | Love Thy Neighbor        | Marianna Perez         | Série régulière , 26 épisodes        |
| 2014       | If Loving You Is Wrong   | Espoir                 | Série régulière                      |